# Манталингахан
Манталингахан (таг. Mantalingahan) — горная вершина, высшая точка острова Палаван.
Высота — 2086 м над уровнем моря. По относительной высоте это 10-я вершина Филиппин.
Гора — популярный маршрут для хайкинга, несмотря на то, что является одним из самых сложных восхождений на Филиппинах, его сложность оценивается как 9/9 на местном сайте альпинизма PinoyMountaineer.com. Обычно маршрут начинается на юго-западном побережье Палавана. Требуется три дня, чтобы достичь вершины, и два дня, чтобы вернуться обратно. Одна из разновидностей похода включает встречу с племенами палаванцев, автохтонных жителей острова.
23 июня 2009 года на склонах горы создана охраняемая природная территория площадью 1205 км². Позже территория была внесена в предварительный список Всемирного наследия ЮНЕСКО. Продолжающиеся открытия новых видов растений и животных, обитающих на горе, подчеркивают ее огромную экологическую ценность и важность поддержания таких защитных зон в условиях постоянной вырубки леса и добычи полезных ископаемых. Так, в 2007 году открыто насекомоядное растение Nepenthes mantalingajanensis, произрастающее лишь на склонах горы. В 2018 году в ЮНЕСКО планировалось признать территорию Манталингахана объектом наследия к 2020 году, но этого не произошло. Гора остаётся в предварительном списке.